# 狭山スキー場
狭山スキー場（さやまスキーじょう）は、埼玉県所沢市上山口に設置された人工スキー場。

## 概要
西武グループ傘下の西武鉄道が保有し、同社子会社の西武レクリエーションが受託運営を行っている。同グループで苗場スキー場や富良野スキー場などを擁する西武・プリンスホテルズワールドワイドの経営ではない。
2016年現在、関東地方で唯一の造雪機による屋内人工スキー場である。過去には豊島園インドアスキー場（1958年 - 閉鎖）、ザウス（1993 - 2002年）などがあった。現在スノーヴァ新横浜など、フリースタイルスキー・スノーボードに特化した短いコースサイズの屋内スキー場が存在しているが、スノーヴァでは吸水性ポリマーによる人工雪を使用している。
全体が屋根で覆われているが、コースの麓や側面には壁が無い半開放構造である（側面はビニールカーテンによって外気と仕切られており、その外側にスノーエスカレーターがある）。このため外気温が高いと雪融けが進んでしまう・気候によってゲレンデにもやが出る等、外気の影響を受けやすく、営業は冬季期間前後に限られる。
コース全長300メートル、コース幅30メートルと一般のスキー場と比べて小規模であり、オンシーズンに向けての体慣らしや、スキーやスノーボードの練習用途としての利用も想定している。
営業期間は10月下旬 - 翌年4月中旬頃。11月後半から3月中旬頃までの金・土曜日を中心に、22時から翌朝までのオールナイト（終夜）営業を実施している。夏季はグラススキー場として使われていたこともあった。2021年には、7 - 9月に水遊びの遊具を設置した「ウォーターフェス」を実施。以降、毎年4月下旬 - 9月下旬は水遊びがテーマの夏期営業を行っている。
1986年に施設を改築し、スキー場のエントランスと埼玉西武ライオンズの球団事務所（本部）を兼ねた建物を新築。スキー場改札・ロッカールーム（コインロッカー）は地下1階にある。男女兼用のロッカールームと、男女別のシャワーブースを備えた更衣室が置かれている。ただしタオル類の貸し出しは無いため、シャワーの利用は殆ど無い。
西武鉄道と出資関係があるエフエムナックファイブにおいて、冬期にスポットCM（ジングル）を放送している。CMでは「西武ドーム前」とアナウンスしている。
苗場スキー場を本拠地とする苗場スキースクールの狭山校が開講している。

## 歴史
- 1959年（昭和34年） - 12月22日開業[注 1][2]。開業式では高松宮夫妻がテープカットを行い、トニー・ザイラーが初滑りを行った[3]。開設に伴い西武新宿線では狭山湖駅までの直通列車を増発した。
- 1963年（昭和38年） - プラスチック製の雪を導入、通年営業開始[注 2]。
- 1985年（昭和60年） - 11月1日、改装実施。ゲレンデを20m延長、リフト2基を架替。
- 1986年（昭和61年） - 11月1日、改装実施。屋根を張替え、西武球場付属カレーレストラン「シエール」開業。
- 1987年（昭和62年） - 05月1日、グラススキーコース開業[注 3]。
- 1993年（平成05年） - 10月31日、新造雪システム導入。
- 2005年（平成17年） - 12月15日、そり専用コース、ちびっ子ゲレンデ開設。
- 2010年（平成22年） - 06月、レストラン「シエール」営業終了。
- 2019年（平成31年/令和元年） - 9月、狭山スキー場が位置するベルーナドーム[注 4]エリアの大規模改修工事のため、2019 - 2020シーズンの営業休止を発表[4]。
- 2020年（令和02年） - 11月12日、リニューアルオープン。スキーリフトを廃止しスノーエスカレーターを設置、キッズゲレンデ新設、ナイター料金の公式化[注 5]等を実施[5]。
- 2021年（令和03年） - オフシーズンの7月15日 - 9月12日、ゲレンデにウォータースライダーを設置した夏期営業「ウォーターフェス」を実施[1]。

## 施設
- ロッカー、更衣室
  - 2021年以降、シーズンオフの5月1日 - 9月30日はベルーナドームおよびCAR3219フィールドでのイベント開催時、ロッカーのみ利用可能となった[6]。1か月単位での貸し切り契約も可能。
- レンタルコーナー
- ゲレンデ 全長300m 幅30m 最大斜度15° 平均7°
  - ゲレンデ最上部（山頂）に休憩スペースがある。
- スノーエスカレーター
  - 下部のライナウェイで降りれば中腹からの初級者コースのみの滑走が可能。ゲレンデとスノーエスカレーターのある場所は分離されているので、スキー・スノーボードは外して手に持ち、乗降場所までは歩く必要がある。
    - 下部（愛称「ライナ ウェイ」）110m 幅1m 傾斜 5.0 - 8.6度
    - 上部（愛称「レオ ウェイ」）84m 幅1m 傾斜 14.1度
- キッズゲレンデ
  - そりエリア
  - 雪あそびエリア
- フードコーナー

## スキー場外観・施設画像

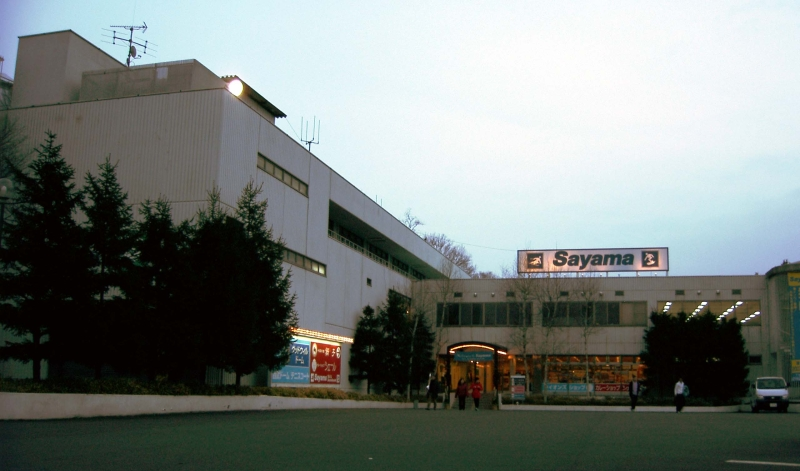
正面出入口
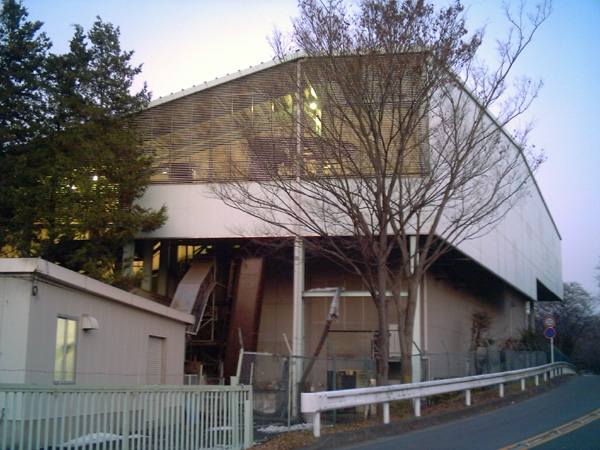
ゲレンデ上部の外観
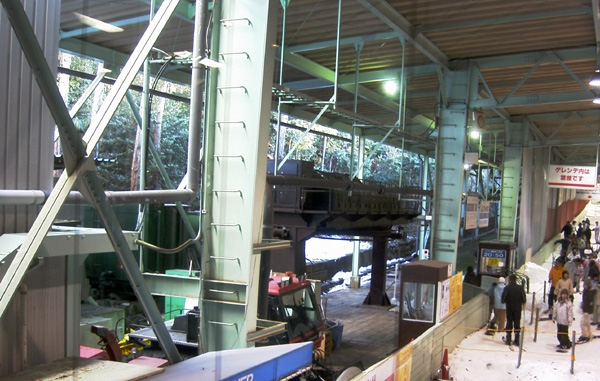
リフト乗り場付近

## 交通機関
- 西武狭山線・山口線（レオライナー） - 西武球場前駅下車、ベルーナドームに隣接する通路を歩き2分程度。
- 車 - 青梅街道芋窪交差点から北方約2km。有料駐車場あり（普通車 1,800円）。なお、ベルーナドームにてイベントが開催される日は駐車場が混雑して駐車できない可能性もある。